# 喜多山駅 (愛知県)
喜多山駅（きたやまえき）は、愛知県名古屋市守山区喜多山二丁目にある名鉄瀬戸線の駅。駅番号はST11。
本項ではかつて駅に併設されていた喜多山検車区（きたやまけんしゃく）についても記述する。

## 歴史
当駅の場所には、古くから変電所などが設置されていたが、駅は存在しなかった。1927年（昭和2年）7月1日 、木造平屋建ての駅舎を設置し、駅として開設された。
1964年（昭和39年）3月6日、鉄筋コンクリート4階建ての駅ビルが完成し、同ビル1階を駅舎として、東側の検車区に隣接した場所に移転した。駅ビルは、駅舎のほか、瀬戸線の運転指令と乗務区が併設され、名鉄系のスーパーマーケット：名鉄ショッピング（のちの名鉄パレ）が入居する複合ビルであった。

### 高架化事業
瀬戸線内で唯一、1978年（昭和53年）の栄町駅乗り入れ後に駅設備の大改修を行ったことがない駅であった。しかし、2008年（平成20年）から小幡駅 - 大森・金城学院前駅間（1.9 km）の高架化工事が開始されたことに伴い、当駅を高架駅とする整備が始まった。
整備工事の開始ともに旧駅ビルは解体され、2016年（平成28年）9月17日に下りホームが、2018年（平成30年）3月17日に上りホームが、東側へ移設され、仮ホームとなった。
一般国道302号（名古屋環状2号線）及び都市計画道路守山本通線と名古屋鉄道瀬戸線の立体交差事業による小幡駅 - 大森・金城学院前駅間（1.9 km）の高架化工事に伴い、当駅を、2面4線ホームで待避設備を有し、6両編成に対応した高架駅とする整備が行われている。
高架化工事は、当初は2013年（平成25年）度完成予定とされたが、2012年に2019年度完成予定、2018年に2023年（令和5年）度完成予定に延期した。しかし、名古屋市の工事ニュースvol.7によれば、汚染土壌の確認と工場火災による資材調達の遅れにより更に遅れる見通しとなり、完成を2026年度に再度延期した。

### 年表
- 時期不明：喜多山信号所を設置[9]。
- 1927年（昭和2年）7月1日：駅として開業。
- 1946年（昭和21年）9月1日：喜多山工場（後の喜多山検車区）完成。大曽根工場より移転[10]。
- 1964年（昭和39年）3月6日：駅舎移転、駅ビル（鉄筋4階建）完成[11]。
- 1978年（昭和53年）8月20日：急行停車駅に昇格[12]。
- 1984年（昭和59年）3月：自動改札機設置[13]。
- 2006年（平成18年）12月16日：トランパス対応開始。
- 2007年（平成19年）6月30日：喜多山検車区廃止。
- 2011年（平成23年）2月11日：ICカード乗車券「manaca」供用開始。
- 2012年（平成24年）2月29日：トランパス供用終了。
- 2016年（平成28年）9月17日：喜多山駅付近下り線および上り線の一部を仮線へ切り替え。瀬戸線一部ダイヤ改正[14]。
- 2018年（平成30年）3月17日：喜多山駅付近上り線の残りを仮線へ切り替え[15]。
- 2022年（令和4年）3月19日：喜多山駅付近の上り線を高架に切り替え[16]。
- 2025年（令和7年）7月26日：喜多山駅付近の下り線を高架に切り替え[17][注釈 2]。また、同日より終日無人駅となった[18]。

## 駅構造

### 高架駅時代
上り線は1面2線、下り線は1面1線の高架駅である。いずれも4両分であるが、6両分に延伸可能な造りになっている。
2022年（令和4年）3月19日に上り線を高架に切り替えた。これにより、瀬戸線で初めて上り待避線が設置された。現駅舎はそのまま残り、高架ホームへ連絡する通路が変更となった。同時に上りホームへのエレベーターも供用開始された。上り待避線からは仮線切り替えまで存在した場所とほぼ同じ位置に有効長6両分の留置線が伸びている。2025年（令和7年）7月26日に下り線を高架に切り替えた。これにより、事業区間内の踏切9箇所の廃止が完了した。現駅舎は閉鎖され、改札口の場所と高架ホームへ連絡する通路が変更となった。同時に下りホームへのエレベーターも供用開始された。これと同時に、上りホームのLEDタイプの発車標は液晶モニターに取り替えられた。（結果的に3年間しか使わなかった）現時点では、下り待避線は設置されていないが、将来的に下り待避線も設置される予定となっている。

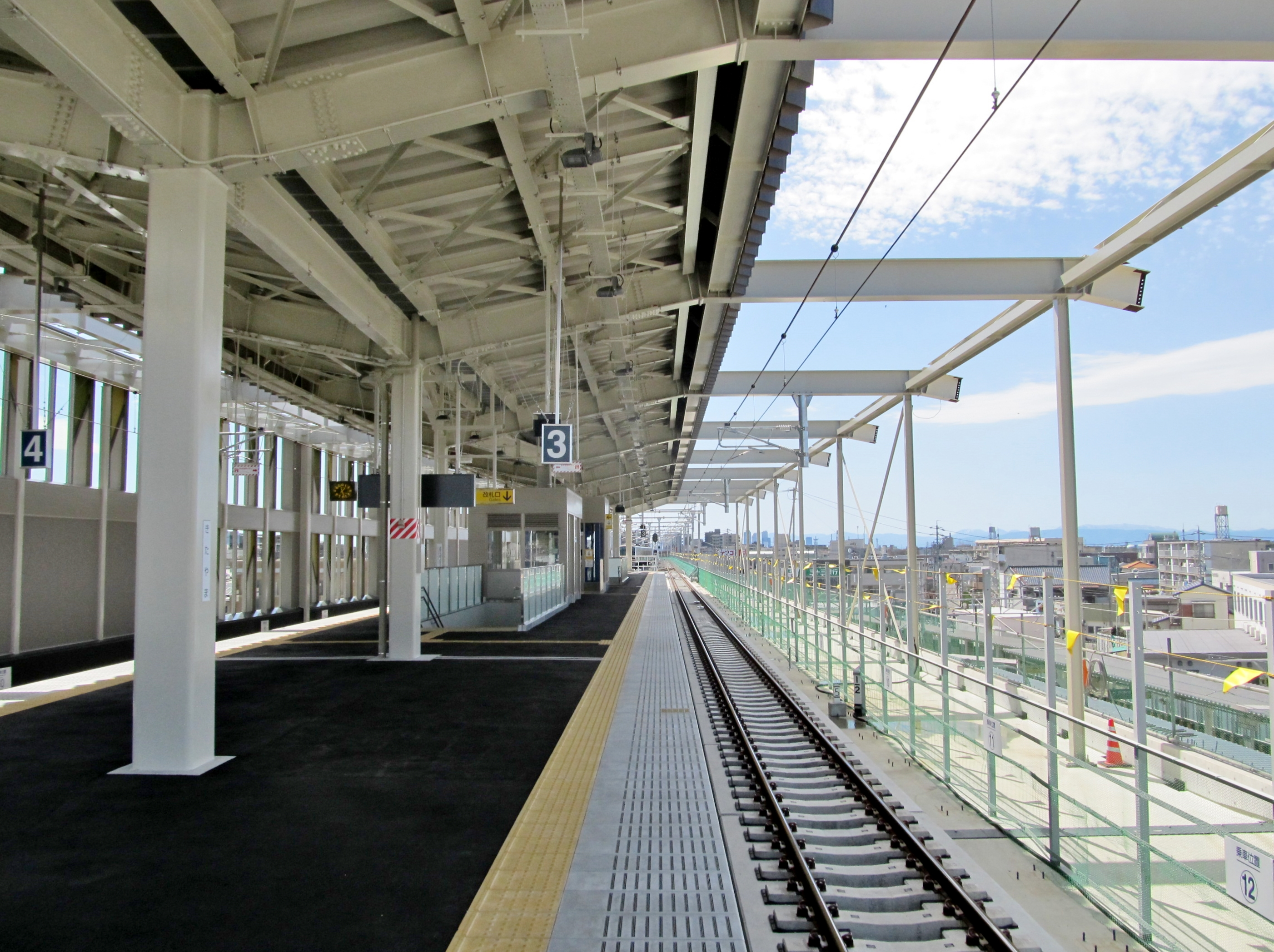
上り高架ホーム
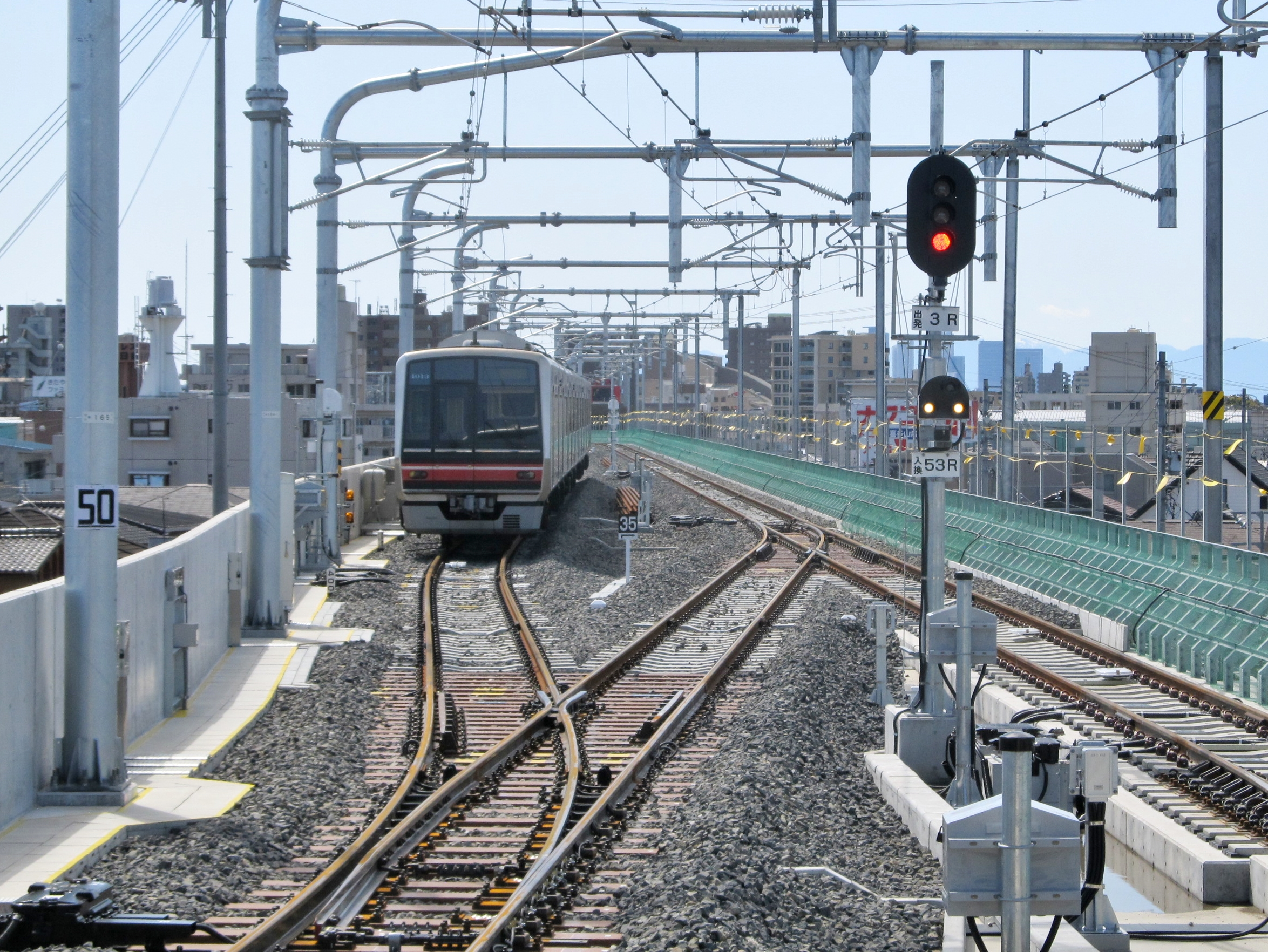
留置線
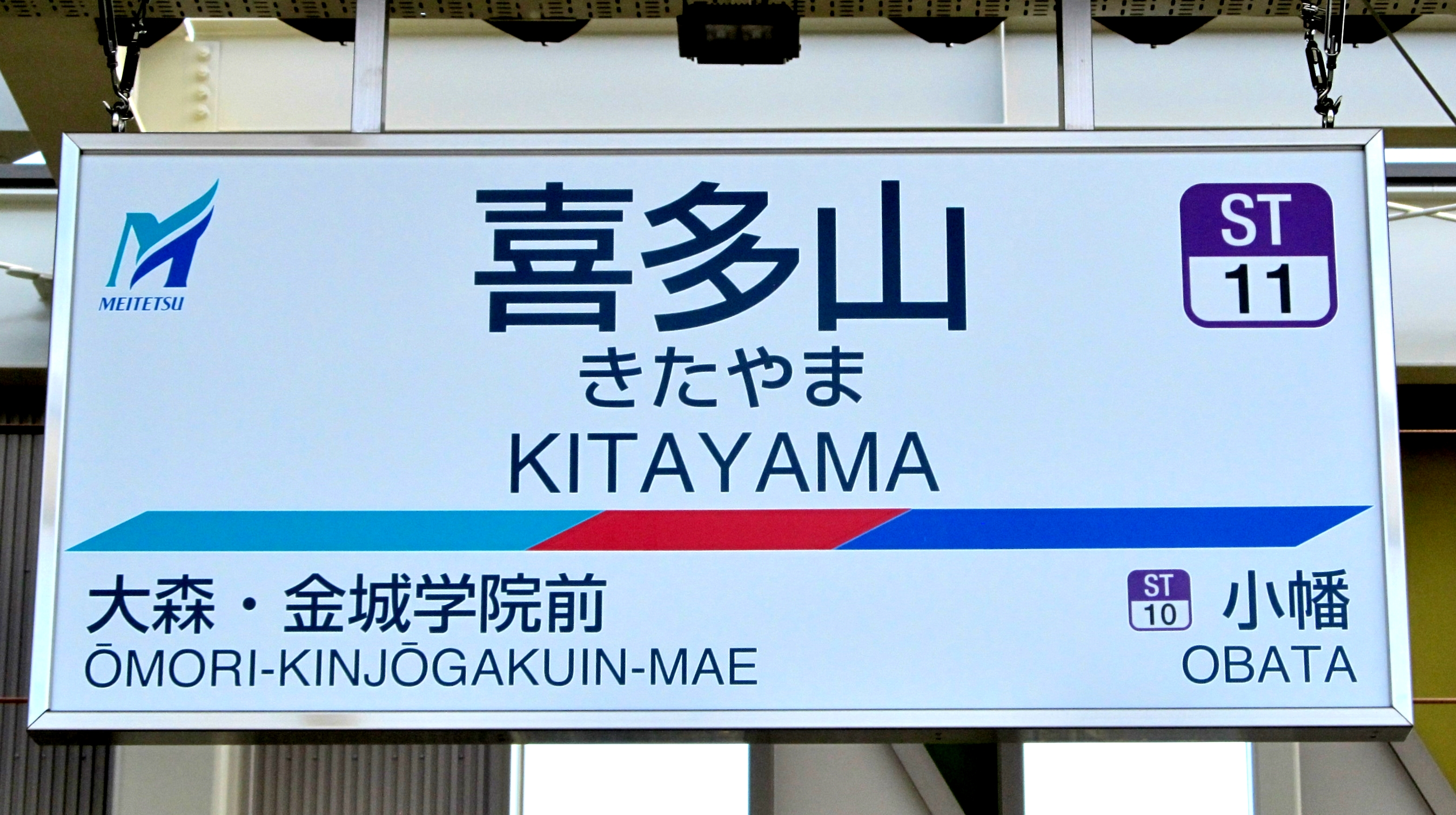
駅名標

#### のりば
| 番線 | 路線      | 方向 | 行先         | 備考                       |
| ---- | --------- | ---- | ------------ | -------------------------- |
| 1    | ST 瀬戸線 | 下り |              | 工事中                     |
| 2    | ST 瀬戸線 | 下り | 尾張瀬戸方面 | 本線                       |
| 3    | ST 瀬戸線 | 上り | 栄町方面     | 本線                       |
| 4    | ST 瀬戸線 | 上り | 栄町方面     | 待避線（通常は使用しない） |

| ← 尾張瀬戸方面 | 喜多山駅 構内配線略図 | → 栄町方面 |
| 凡例 出典:     |                       |            |

### 地上駅時代
駅ビルに面した単式ホームと、島式ホームを有する2面3線の駅であった。3番線は喜多山を起終点とする列車専用で、栄町方面の線路と、駅東側の留置線および検車区を結んでいた。
駅舎と2・3番線は構内踏切で結ばれていた。
踏切を挟んだ反対の西側には、 1964年（昭和39年）の駅舎移転以前の旧ホーム跡地を利用した、有効長6両分の留置線が1本あった。

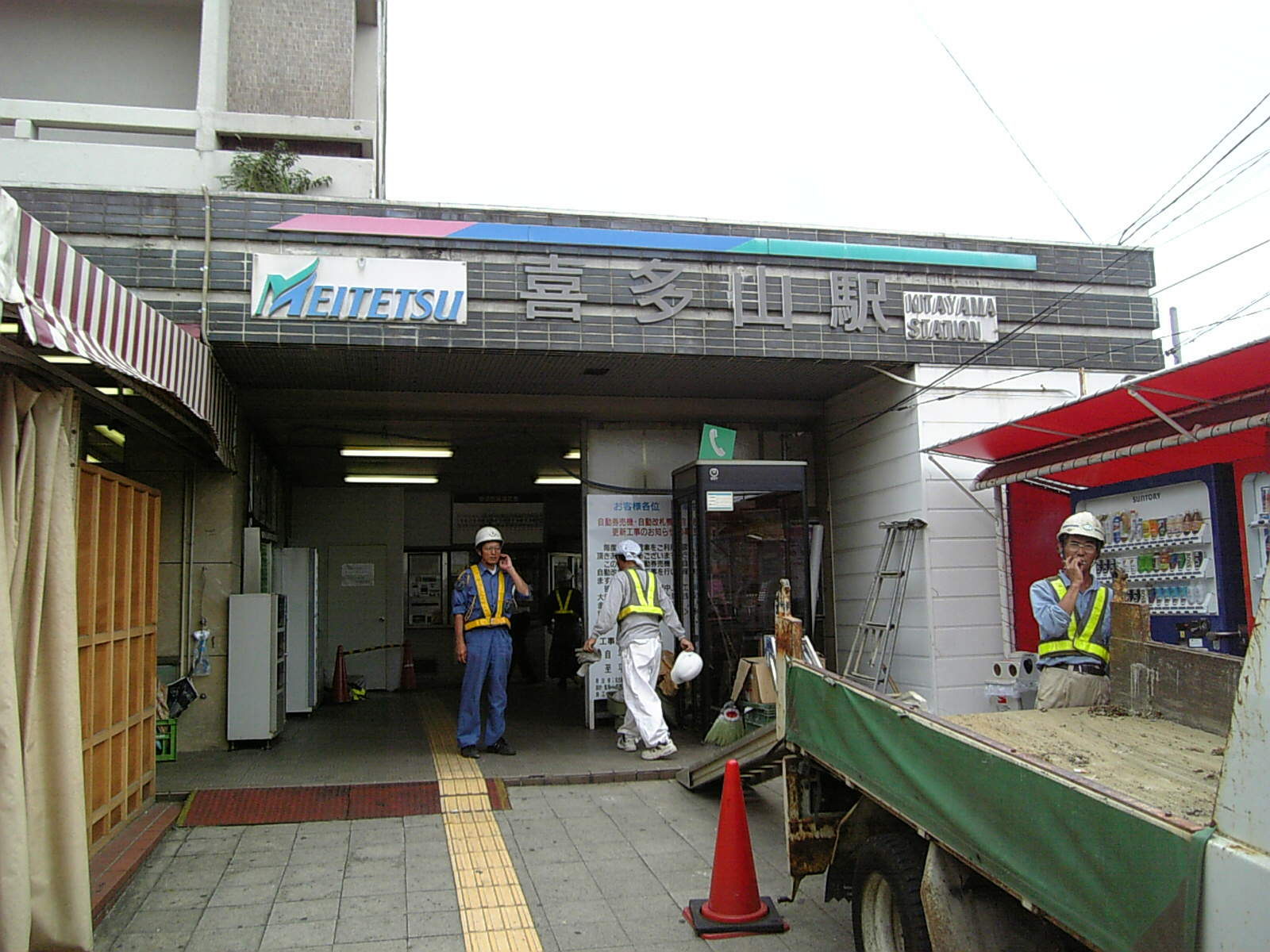
二代目駅舎

| 番線 | 路線      | 方向 | 行先         | 備考             |
| ---- | --------- | ---- | ------------ | ---------------- |
| 1    | ST 瀬戸線 | 下り | 尾張瀬戸方面 |                  |
| 2    | ST 瀬戸線 | 上り | 栄町方面     | 尾張瀬戸方面から |
| 3    | ST 瀬戸線 | 上り | 栄町方面     | 当駅始発         |

| ← 尾張瀬戸方面 | 喜多山駅・喜多山検車区配線略図（1993年） | → 栄町方面 |
| 凡例 出典:     |                                          |            |

### 仮駅時代
4両編成対応の2面3線の地上駅であった。
高架化工事中の仮駅であり、1番線が待避線、2番線が下り本線、3番線が上り本線になっていた。2番線と3番線は島式ホームを挟んだ形になっているが、2番線側には柵が設置されており、同ホームから下り列車に乗車（または下り列車から同ホームに下車）することはできなかった。
改札口とホームにフルカラーLED式列車案内が設置されていた（名鉄の従来のものとは異なり行先部分も白色）。列車接近などの案内は自動放送により案内されていた。
仮ホーム移転に伴い、尾張瀬戸側にあった片渡り線も撤去されたため、栄町方面から来た当駅止まりは、1番線でそのまま夜間滞泊を行うか、尾張旭駅まで回送される形に変更された。
2021年（令和3年）5月のダイヤ改正により日中の急行が消滅したため当駅の1番線にて休日日中に車両留置が行われるようになった（留置車両は栄町駅から回送されてくる。夕方は尾張旭駅へ回送され普通列車となって運用に入る）。2022年（令和4年）3月の上り線高架化に伴い2番線の使用を一時休止、1番線を本線に切り替えたために車両留置は行われなくなった。また、車両留置は高架の留置線にて行われるようになった。
| 番線 | 路線      | 方向 | 行先         | 備考                               |
| ---- | --------- | ---- | ------------ | ---------------------------------- |
| 1    | ST 瀬戸線 | 下り | 尾張瀬戸方面 | 待避線（営業列車は通常使用しない） |
| 2    | ST 瀬戸線 | 下り | 尾張瀬戸方面 | 本線                               |
| 3    | ST 瀬戸線 | 上り | 栄町方面     |                                    |

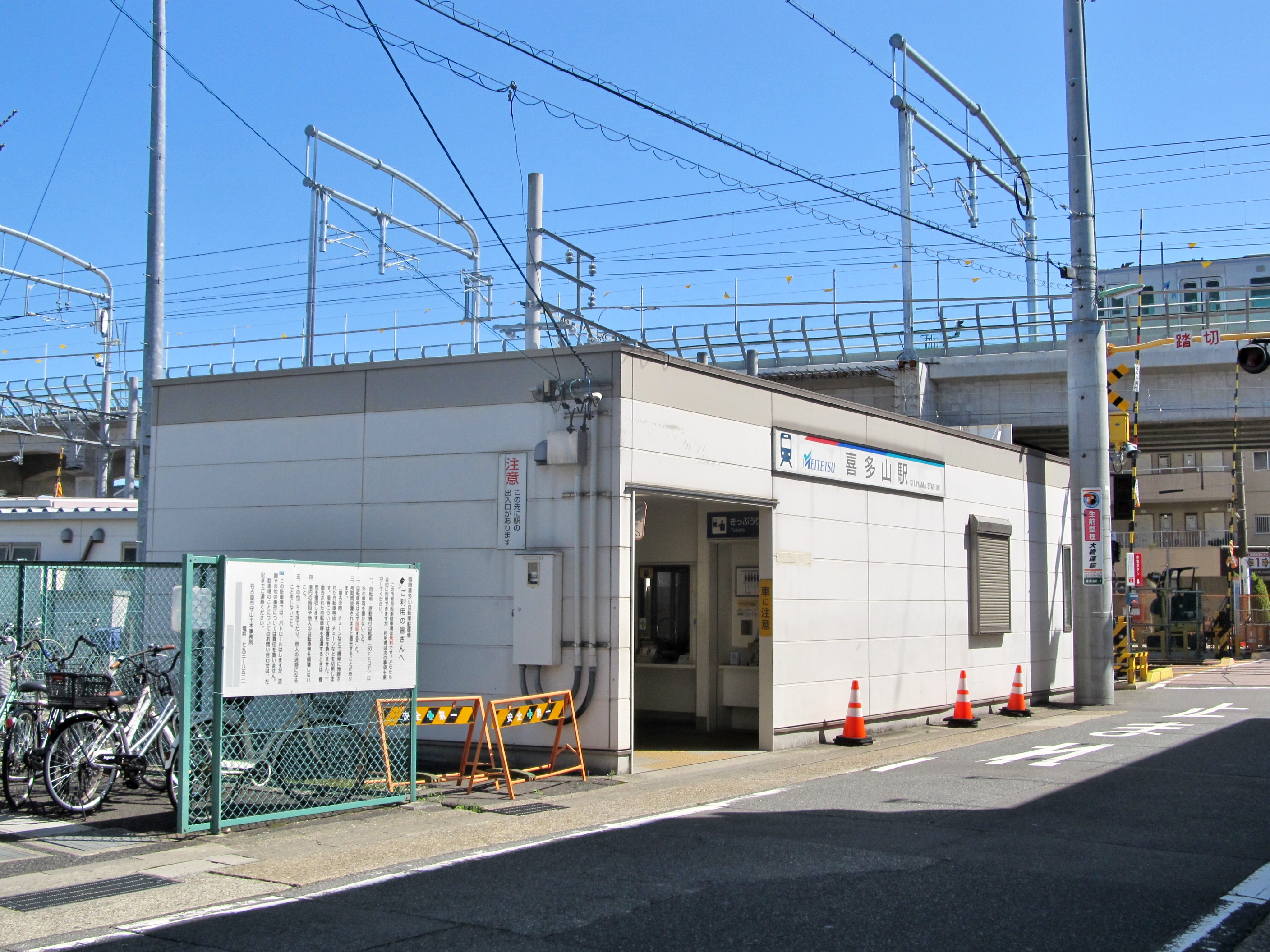
仮駅舎
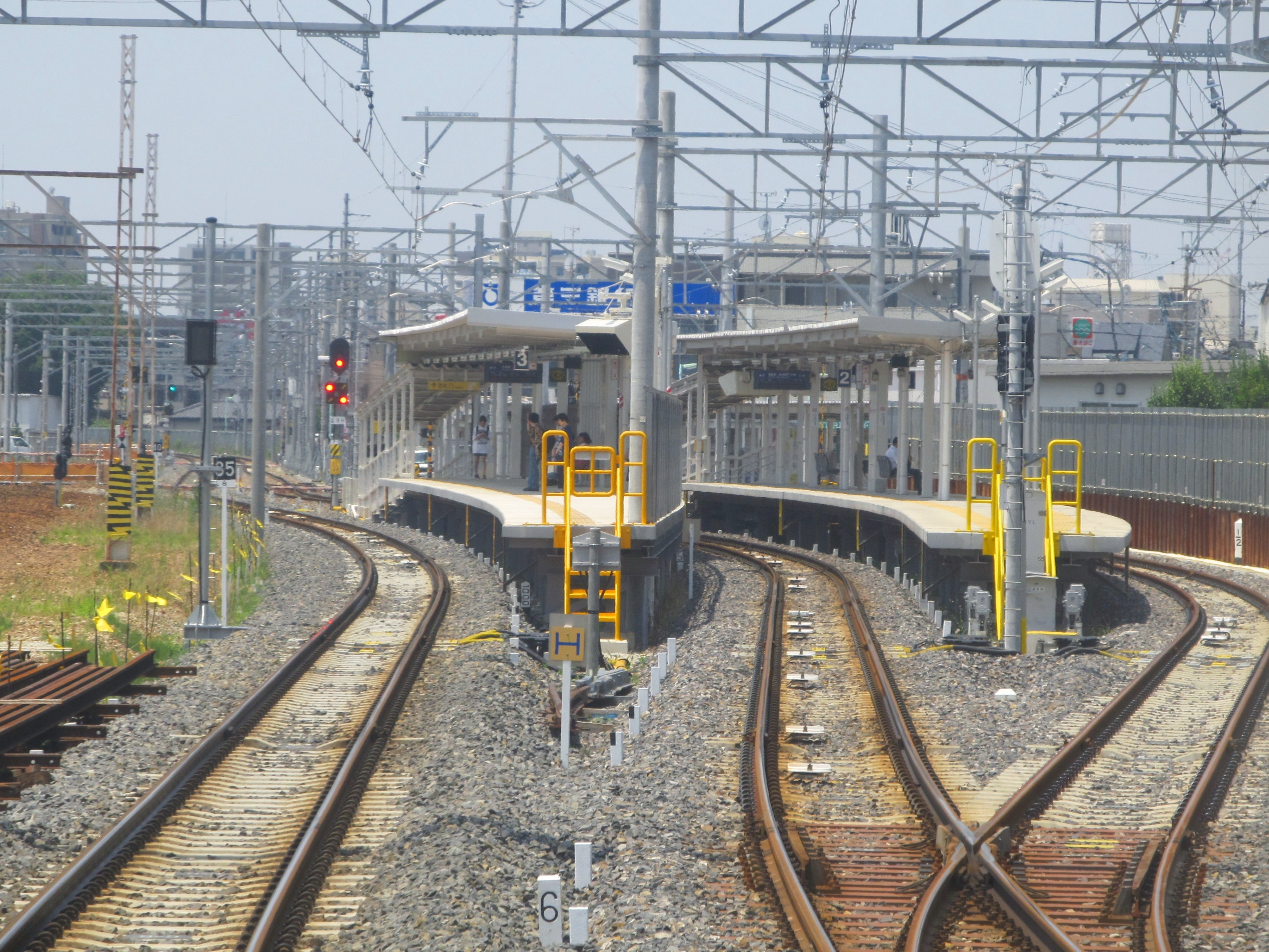
仮設当初のホーム
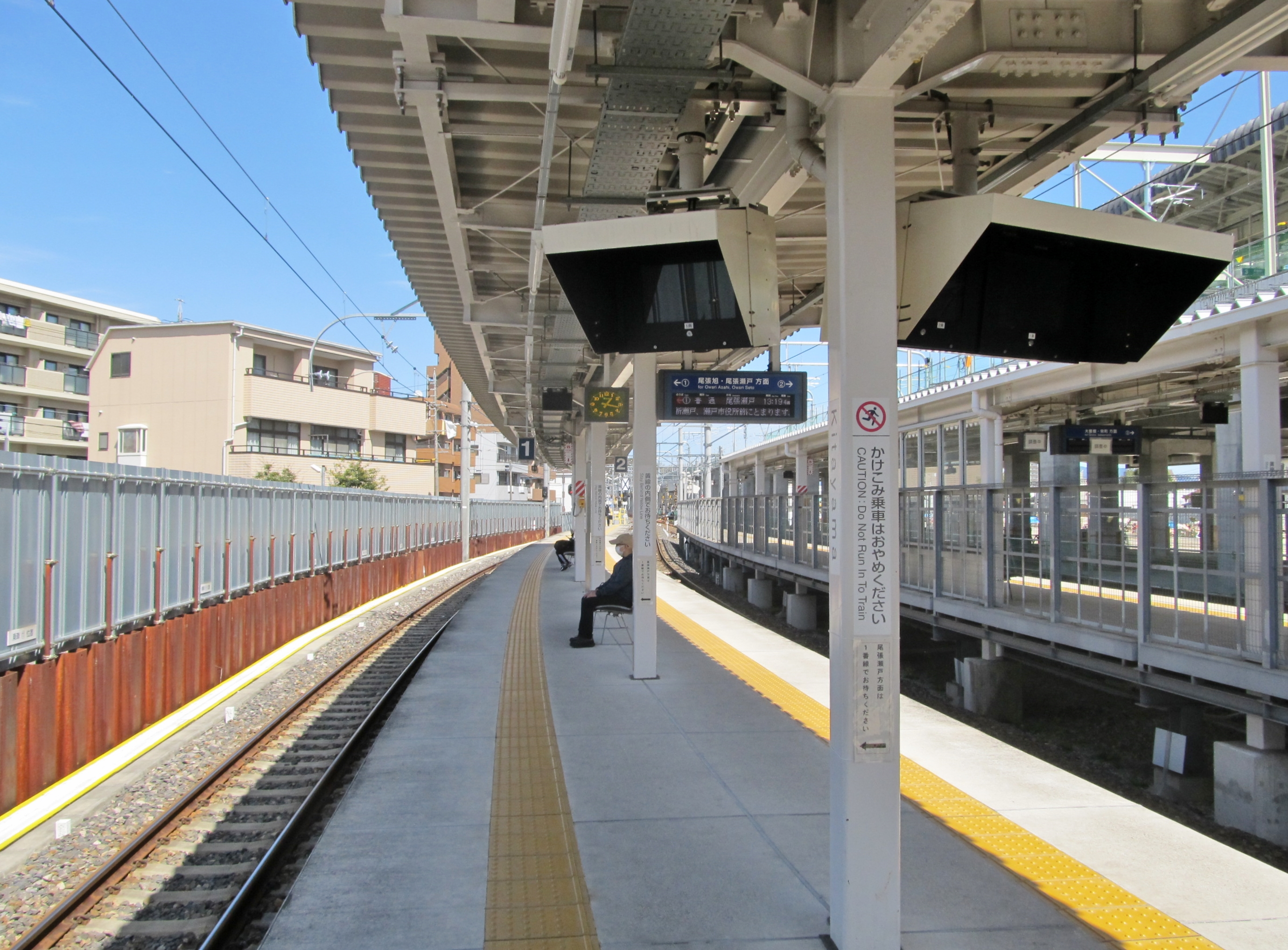
仮設当初の1・2番線
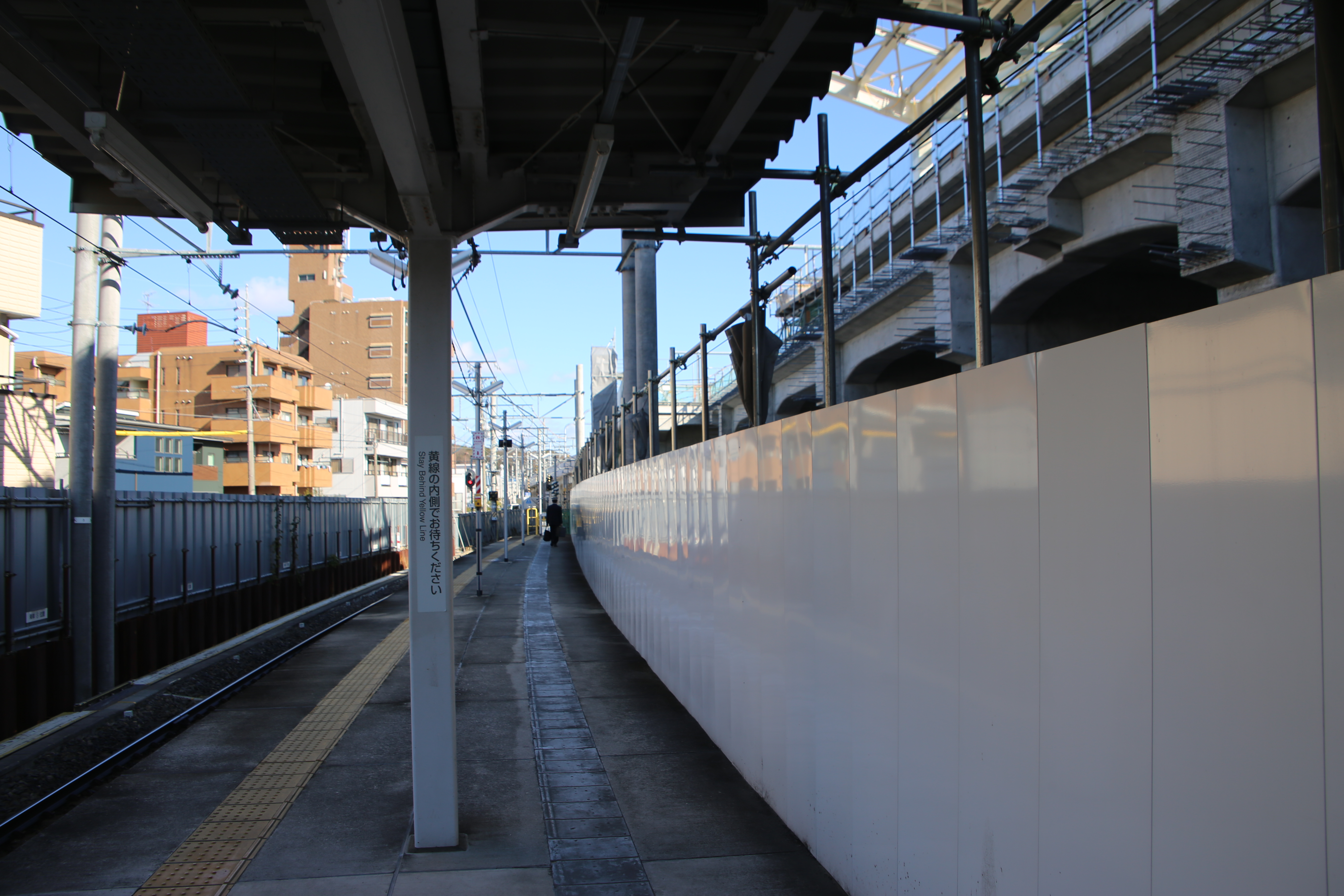
2番線使用休止後

| ← 尾張瀬戸方面 | 喜多山駅 仮駅配線略図 | → 栄町方面 |
| 凡例 出典:     |                       |            |

## 喜多山検車区
駅東側には、戦災で焼失した大曽根工場に代わって、1946年（昭和21年）に開設された旧喜多山検車区があった。検車区は2007年（平成19年）6月30日、在籍車両の増加と設備の老朽化のため、尾張旭駅西側に新設された尾張旭検車区（現在の尾張旭検車支区）へ移転した。
喜多山検車区は、敷地面積4,440 m2、検査ピットは2箇所（4両×1、1両×1）で、5両の留置が可能であった（配線略図は駅構造節を参照）。瀬戸線全車両の日常検査、月検査、列車検査、事故対応を行っていた。重要部検査、全般検査の場合、車体と車体付属機器のみ担当し、床下機器は取り外して舞木検査場へ輸送し検査を行っていた。また、重要部検査、全般検査は犬山検査場の係員が派遣されていた。
検車区移転後もしばらくは、レンガ造りの旧喜多山変電所や木造の検修庫など往時を偲ばせる姿が見られたが、高架化事業の進展に伴い、解体撤去された。
ただし、検車区が存在した名残で、現在でも早朝・夜間に喜多山始発・終着の列車があり、喜多山乗務区があるため駅窓口の無人化後も乗務員はこの駅で交代する。

## 利用状況
- 「移動等円滑化取組報告書」によれば、2020年度の1日平均乗降人員は5,141人である[22]。
- 『名鉄120年：近20年のあゆみ』によると2013年度当時の1日平均乗降人員は6,008人であり、この値は名鉄全駅（275駅）中64位、瀬戸線（20駅）中9位であった[23]。
- 『名古屋鉄道百年史』によると1992年度当時の1日平均乗降人員は8,402人であり、この値は岐阜市内線均一運賃区間内各駅（岐阜市内線・田神線・美濃町線徹明町駅 - 琴塚駅間）を除く名鉄全駅（342駅）中50位、瀬戸線（19駅）中8位であった[24]。
- 「名古屋市統計年鑑」によると、当駅の一日平均乗車人員は以下の通り推移している。

| 年度   | 一日平均 乗車人員 |
| ------ | ----------------- |
| 2005年 | 2,908             |
| 2006年 | 2,926             |
| 2007年 | 2,902             |
| 2008年 | 2,909             |
| 2009年 | 2,792             |
| 2010年 | 2,838             |
| 2011年 | 2,868             |
| 2012年 | 2,863             |
| 2013年 | 2,999             |
| 2014年 | 3,057             |
| 2015年 | 3,169             |
| 2016年 | 3,201             |
| 2017年 | 3,207             |
| 2018年 | 3,207             |
| 2019年 | 3,141             |

## 駅周辺

### 主な施設
- 名古屋守山喜多山郵便局
- 三十三銀行喜多山支店
- 名古屋銀行喜多山支店
- ローソンストア100
- 名古屋市立守山東中学校
- 菊華高等学校
- 愛知県立緑丘高等学校（旧・愛知県立緑丘商業高等学校）
- 瀬戸街道（愛知県道61号名古屋瀬戸線）
- 環状2号（名古屋環状2号線・国道302号）
- 大森インターチェンジ - 名古屋第二環状自動車道

### バス路線
最寄りのバス停は、喜多山（瀬戸街道（愛知県道61号名古屋瀬戸線）上）および大森口（環状2号（名古屋環状2号線・国道302号）上）となる。以下の路線が乗り入れ、すべて名古屋市交通局（名古屋市営バス）により運行されている。
喜多山
- 上社12系統：緑ケ丘住宅行、上社行
- 森.新系統：大森車庫行、新守山駅行
- 森.緑系統：大森車庫行、緑ケ丘住宅行
- 志段味巡回系統：小幡行、東谷山フルーツパーク行

大森口
- 上社12系統：緑ケ丘住宅行、上社行
- 森.新系統：大森車庫行、新守山駅行
- 森.緑系統：大森車庫行、緑ケ丘住宅行（小幡経由・緑丘高校経由）
- 志段味巡回系統：小幡行、東谷山フルーツパーク行

※ 昭和50年代までは、瀬戸や長久手などの方面に多数の名鉄バスが走っていたが、基幹バス新出来町線の運行開始と前後して、ほぼ全廃された。

## 隣の駅
名古屋鉄道
ST 瀬戸線
■急行・■準急・■普通
小幡駅（ST10） - 喜多山駅（ST11） - 大森・金城学院前駅（ST12）